# Gerrit Willemsz Horst
Gerrit Willemsz Horst (* 1602 in Muiden Niederlande; † 15. Oktober 1652 in Amsterdam) war ein holländischer Maler der Schule Rembrandts.
Bekannt wurde er durch seine Früchtestilleben und christlich-biblischen Darstellungen.

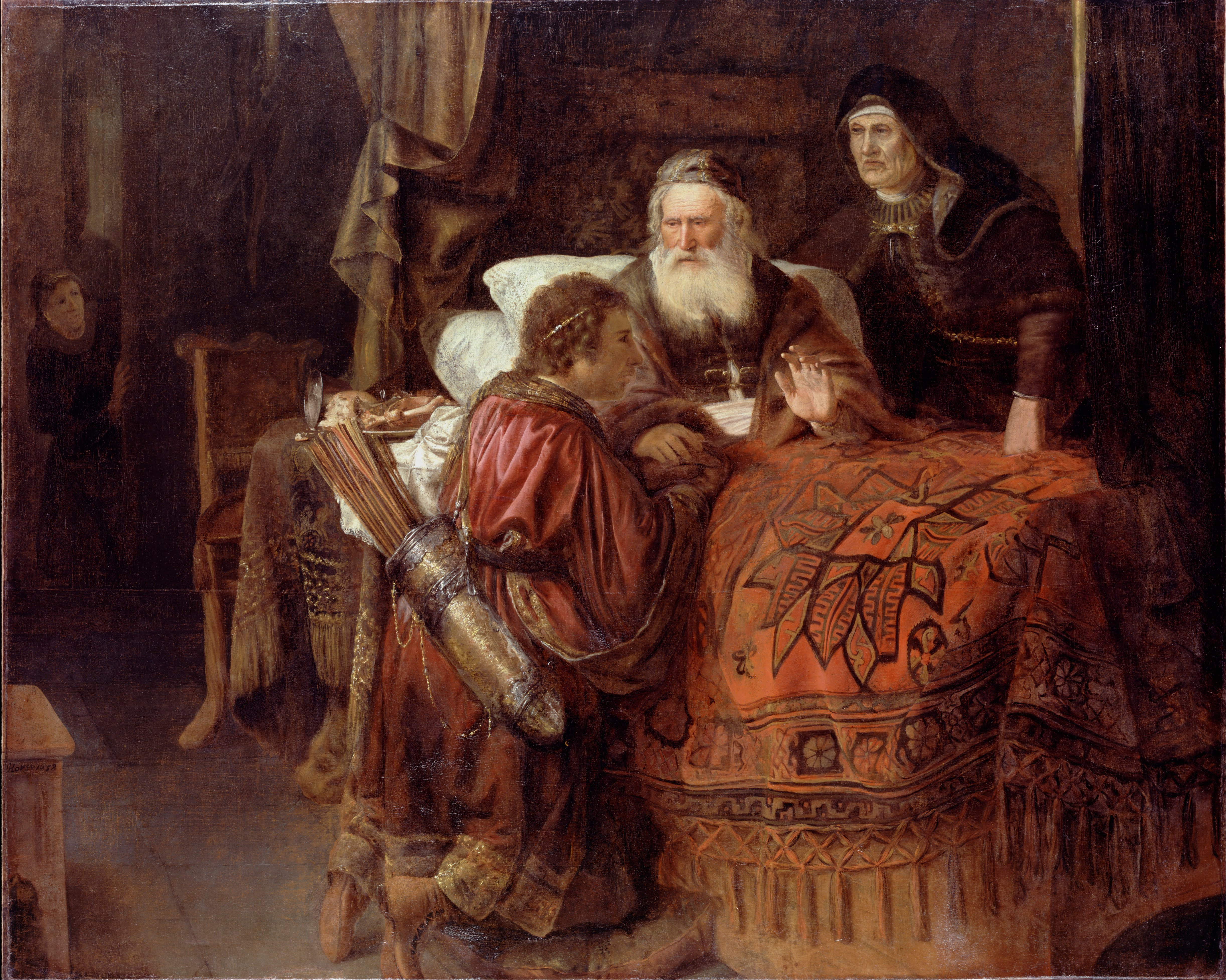
Horst, Gerrit Willemsz. Horst: Isaak segnet Jakob (Der Segen Jakobs)

## Werk
Im Lexikon der holländischen Stillebenmaler von E. Gemar-Koeltzsch heißt es über Gerrit Willemsz Horst, der einer der ersten Schüler Rembrandts gewesen war: „In den Stilleben des Gerrit Willemsz. Horst, die wohl der Spätzeit zuzuordnen sind, orientiert sich der Maler stilistisch an Willem Kalf. Tische mit weißen Servietten, auf denen Früchte, Schinken, Hummer, Geschirr, Pokale und Gläser verteilt sind, stehen hier vor dunklen Gründen. Horsts Bilder lassen sich als repräsentative Schaubilder charakterisieren, die bisweilen nach Anzahl der Gegenstände und Komposition der Darstellung eine gewisse Unentschiedenheit vermitteln können. G. W. Horst sucht einen gestalterischen Mittelweg, in dem die Orthogonalen und Diagonalen, die Fülle und Leere des Bildes gleichermaßen, Berücksichtigung finden.“
Horsts auffällige Art Vorhänge zu malen, als seien sie gegossen und die Tendenz zu Grün-Braun hat auch dazu geführt, dass teilweise fälschlich Bol oder Rembrandt zugeschriebene Gemälde um 1900 dem eher unbekannten Horst zugerechnet wurden, wie es zum Beispiel mit einem Bild in der Irischen Nationalgalerie geschah.
Im 1921 erschienen Allgemeinen Künstlerlexikon von Hans Wolfgang Singer heißt es hingegen, dass Gerrit Willemsz. Horst ein Schüler Anthony Hendricks gewesen sei und durch zwei Bilder bekannt wurde: Der Segen Jakobs und Der Großmut Skipios. Richtig ist, dass er 1625 bei Hendricks lernte, aber ab 1635 zu Rembrandt wechselte.
Ausgestellt wurde das Gemälde Früchtestilleben mit Goldpokal 1880 in der königlichen Akademie der Künste Berlin. Das Gemälde gelangte später aus der Sammlung Adolph Thiem in die Berliner Museen und verbrannte 1945 wahrscheinlich.